# Acropora millepora
Acropora millepora is een rifkoralensoort uit de familie van de Acroporidae. De wetenschappelijke naam van de soort is voor het eerst geldig gepubliceerd in 1834 door Ehrenberg.
Het "blauwe gen" amilCP komt van dit koraal.